# 조지 J. 루이스
조지 J. 루이스(George J. Lewis, 1903년 12월 10일 ~ 1995년 12월 8일)는 미국의 배우, 텔레비전 배우, 영화배우, 연극 배우이다.

## 영화
- 배트맨 (1966년)
- 키드 갈라드 (1962년)
- 고스트 오브 조로 (1959년)
- 조로, 더 어벤저 (1959년)
- 선셋 77번가 (1958년)
- 조로의 싸인 (1958년)
- 조로 (1957년)
- 산티아고 (1956년)
- 열정의 랩소디 (1956년)
- 샤이안 (1955년)
- 프로디갈 (1955년)
- 디즈니랜드 (1954년) - 돈 알레한드로 역
- 셰인 (1953년)
- 배드 앤 뷰티 (1952년)
- 젠다성의 포로 (1952년)
- 애보트와 코스텔로 - 투명인간을 만나다 (1951년)
- 캡틴 캐리 USA (1950년)
- 레이더 패트롤 대 스파이 킹 (1949년)
- 고스트 오브 조로 (1949년)
- 론 레인저 - 49년 시리즈 (1949년)
- 실버 트레일스 (1948년)
- 원 터치 오브 비너스 (1948년)
- 더 미싱 레이디 (1946년)
- 스릴 오브 브라질 (1946년)
- 비코즈 오브 힘 (1946년)
- 길다 (1946년)
- 타잔 - 조니 웨이스뮬러 편 10 (1946년)
- 화이트 고릴라 (1945년)
- 조로의 검은 채찍 (1944년)
- 캔트 헬프 싱잉 (1944년)
- 데이 갓 위 컨버드 (1943년)
- 배트맨 (1943년)
- 타잔의 사막 미스터리 (1943년)
- 신 타운 (1942년)
- 카사블랑카 (1942년)
- 데이 멧 인 아르헨티나 (1941년)
- 잇 스타티드 위드 이브 (1941년)
- 메리 위도우 (1934년)
- 더 스페인 댄서 (1923년)